# Fuecu su fuecu
Fuecu su fuecu è una raccolta musicale del gruppo salentino Sud Sound System, pubblicata il 3 giugno 2004. La compilation è composta da 14 tracce, tra cui 2 inediti. Il resto delle tracce sono tratte dai tre album precedenti Reggae party, Musica musica e Lontano.

## Tracce
1. Na sciurnata bona (Treble, Don Rico, Terron Fabio) – 4:30 (testo: Antonio Petrachi – musica: Alessandro Garofalo, Antonio Petrachi) – tratta da Reggae party
2. Statte cu mie (Nandu Popu, Treble, Papa Gianni, Don Rico) – 5:30 (testo: Antonio Petrachi – musica: Antonio Petrachi) – tratta da Reggae party
3. Musica comu mare (Treble & Don Rico) – 4:59 (testo: Antonio Petrachi – musica: Antonio Petrachi) – tratta da Reggae party
4. Se precia (Don Rico, Terron Fabio, Nandu Popu) – 3:29 (testo: Antonio Petrachi – musica: Antonio Petrachi) – tratta da Reggae party
5. Trenula (Don Rico) – 3:44 (testo: Antonio Petrachi – musica: Antonio Petrachi) – tratta da Musica musica
6. Comu a moi (Treble) – 3:28 (testo: Antonio Petrachi – musica: Antonio Petrachi) – tratta da Musica musica
7. None no (Terron Fabio) – 4:22 (testo: Antonio Petrachi – musica: Antonio Petrachi) – tratta da Musica musica
8. Nu tradire mai (Nandu Popu) – 4:17 (testo: Antonio Petrachi – musica: Antonio Petrachi) – tratta da Musica musica
9. Le radici ca tieni (Terron Fabio, Don Rico, Nandu Popu, Treble) – 5:23 (testo: Fabio Miglietta, Federico Vaglio, Fernando Blasi, Antonio Petrachi – musica: Fabio Miglietta) – tratta da Lontano
10. Lete ddhra maschera (Terron Fabio, Don Rico, Treble) – 3:51 (testo: Fabio Miglietta, Federico Vaglio, Fernando Blasi, Antonio Petrachi – musica: Antonio Petrachi, Fabio Miglietta, Pierluigi De Pascali) – tratta da Lontano
11. Trenu (Don Rico, Terron Fabio, Nandu Popu, Treble) – 3:56 (testo: Fabio Miglietta, Federico Vaglio, Fernando Blasi, Antonio Petrachi – musica: Fabio Miglietta) – tratta da Lontano
12. Vita mia (Papa Gianni) – 4:11 (testo: Pierluigi De Pascali – musica: Pierluigi De Pascali) – tratta da Lontano
13. Fuecu su fuecu (Don Rico, Nandu Popu, Papa Gianni, GgD, Terron Fabio, Treble) – 4:00 – Inedito
14. Friscu de sira (Don Rico, Terron Fabio, Treble, Nandu Popu) – 4:12 (testo: Fabio Miglietta, Federico Vaglio, Fernando Blasi, Antonio Petrachi) – Inedito

## Formazione
- Treble (Antonio Petrachi) - voce
- Don Rico (Federico Vaglio) - voce
- Terron Fabio (Fabio Miglietta) - voce
- Nandu Popu (Fernando Blasi) - voce
- Papa Gianni (Giovanni Rollo) - voce
- GgD (Pierluigi De Pascali) - voce